# Zélia Magalhães (ativista)
Zélia Magalhães foi uma ativista política brasileira. Nasceu em Ubá em 1926. Participou de campanhas pela anistia de presos políticos e de movimentos em defesa da liberdade de expressão. Grávida, foi assassinada em 16 de novembro de 1949 em frente ao marido, Aristeu Magalhães, por forças policiais que dispersavam um comício na Esplanada do Castelo, Rio de Janeiro, contra a Lei de Segurança Nacional promovido pela Liga de Defesa das Liberdades Democráticas.